# Benedetto Marcello
Benedetto Giacomo Marcello (Velence, 1686. június vagy július 24. – Brescia, 1739. július 24.) itáliai barokk zeneszerző, Alessandro Marcello öccse.

## Élete és tevékenysége

### Jogászkarrierje
Benedetto Marcello velencei patricius-ügyvédcsaládból származott, így nyilvánvaló volt, hogy Alessandro bátyjához hasonlóan, ő is jogtudományt tanul, és 1711-ben őt is beválasztották a Negyvenek Tanácsába. Ezt a tisztséget 14 évig viselte.
1730-ban a ma Horvátországhoz tartozó isztriai Pólába küldték a Velencei Köztársaság kormányzójaként. Nem bírta az ottani klímát, s eleve gyenge egészsége annyira megromlott, hogy 1737-ben vissza kellett térnie Velencébe. Ám a következő évben áthelyezték Bresciába camerlengónak (kancellár, pénztáros). Ott is hunyt el 1739. július 24-én 53 éves korában; a pápa a halálakor gyásznapot rendelt el.

### Marcello mint zenész
Hivatása ellenére Marcello a kezdetektől fogva soha nem hanyagolta el a zenét. Csak amikor Pólába kellett mennie, hagyta abba először a zeneszerzést.
Már fiatalon publikált dalokat és szonátákat. Mivel azonban a zeneszerzés mindig csak közéleti pályafutása mellett volt lehetséges, eleinte csak egy műkedvelő velencei nemesembernek tartották. Végül azonban zeneszerzést tanult Francesco Gasparininél (1668–1727) és Antonio Lottinál (1667 k.–1740).
Az olasz nyelvű zsoltárparafrázisok első kiadása, a L'Estro Poetico-Armonico, az akkor már 38 éves Marcello hírnevét Európa-szerte megteremtette. A Girolamo Ascanio Giustiniani műve alapján készült, 50 szólózsoltárból álló terjedelmes mű egy korai kísérlet volt a „szólóéneklés archaizálására”. A mű összesen nyolc kötetből áll, egy-négy szólamú basso continuo orgonára vagy zongorára, némelyik cselló obbligatóval vagy két hegedűvel. Ebben a műben a hagyományosabb ellenpontos kompozíciós technika dominál, ám gyakran egészen váratlanul váltakozik tömör, homofonikus, már-már folklórba hajló részekkel. Ezek a zsoltárdallamok a legapróbb részletekig követik a vallásos szöveget. A mű többek között a Mao Zur című, a hanukai zsidó liturgiában énekelt dal hangvételét is alkalmazza, valamint a Kádis-ima változatát is.
Marcello a szólókantáta mestereként a nagyszabású, patetikus énekstílus egyik utolsó képviselője, amely időnként kis drámákat is csen a műfaj keretei közé. Emellett csodálatos kamarazenei darabokat is írt, mint például zongora-, cselló- és furulyaszonátákat, valamint hangszeres versenyműveket.

## Il teatro alla moda

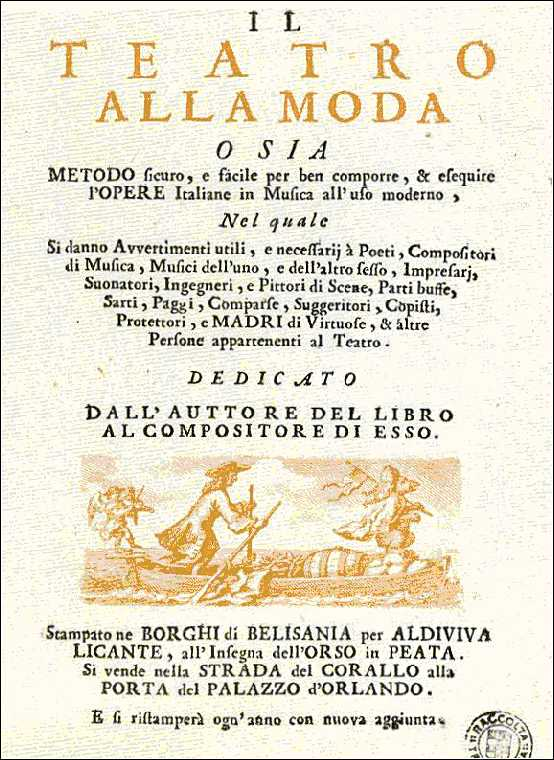
Az Il teatro alla moda címlapja

Marcello 1720 vége felé egy szatirikus pamfletet jelentetett meg névtelenül Il teatro alla moda (A divatos színház) címmel, amelyben a kor operaéletét állította pellengérre. A szerző ui. annak a Marcello családnak volt a tagja, amelynek a birtokában volt az Antonio Vivaldi által igazgatott Sant'Angelo színház. A Marcello és a Capello családok többször is megpróbálták a törvény eszközeivel visszaszerezni jogaikat színházuk felett. Elsősorban a bérleti díj nem fizetése miatt perelték Vivaldit, aki ekkor már erről az elemi kötelezettségéről is megfeledkezett. Ennek ellenére Benedetto Marcello Il teatro alla moda című írása nem személyes támadás volt Vivaldi ellen. Nyíltan nem is szerepelt benne a szerzők, impresszáriók és énekesnők neve. De anagrammatikus névelváltoztatásaival a szerző egyszerre rejtette el, ugyanakkor fedte is fel szatírájának célpontjait. A mű címlapján egy hegedülő angyal a lábával kormányoz egy csónakot, fején a papok jellegzetes fejfedőjével. A csónakban élelmiszer-rakomány van, amin egy kis medve ugrál zászlót lengetve. 1930-ban Gian Francesco Malipiero rábukkant a szatíra egy korabeli példányára, amelynek címlapján valaki beazonosította az angyalt.
Eszerint Marcello az Aldiviva névvel Antonio Vivaldit jelölte, ezenkívül a szövegben több célzás is található a Sant'Angelo igazgatójára, aki ekkoriban Vivaldi volt. Azonban hiba volna, ha a szatírában a zeneszerzőről mondottakat egyenesen kizárólag Vivaldira vonatkoztatnánk.
Marcello könyve ugyanis az egész operaéletet érintette, a korszak modernisztikus-sznobisztikus művészeti áramlatait kifigurázva. A librettóíróról értekezve például megjegyzi, hogy az lehetőleg ne ismerje az ókori drámaírók és költők írásait, de műve előszavában sűrűn hivatkozzék rájuk, illetve értekezését fejezze be azzal, hogy mélyen megtisztelve csókolja Őexcellenciája kutyájának lábán a bolhaugrásokat. Az utolsó gondolatok egyértelműen Vivaldira utalnak, aki op. 2. gyűjteményének előszavában a következőket írta: „Ön leszállt a trónusról, és ez a leereszkedés lehetővé tette fenségednek, hogy megvigasztalja azt, aki mélyen meghajolva méltatlannak érzi magát arra, hogy trónjának akár legalacsonyabb lépcsőfokát megcsókolja.”
A szatíra legrészletesebb része az énekesnőkről és a kasztráltakról szól, de sor került a zenészekre is, akik – úgymond – egymásra és a vezető szólamra való tekintet nélkül adják elő díszítéseiket. Ezután következnek a táncosok, a néma szereplők, a súgók, egyszóval az operaház népes személyzetéből senkit sem kímélt a szerző. Az igazgatónak azt tanácsolja, hogy ha a mű bemutatója 12-én lenne, akkor elég, ha a zeneszerzőnek negyedikén ad megbízást. A szöveg egészéből az derül ki, hogy Marcello célpontja nem annyira Vivaldi, mint inkább annak tehetségtelenebb pályatársai voltak. Az Il teatro alla moda minden túlzása ellenére hitelesen ecseteli a korabeli színházi viszonyokat, amelyek között Vivaldi is dolgozott.
Ez a kultúrtörténetileg és történelmileg érdekes mű azonban nem kezdeményezte az opera reformját, amely csak a francia zeneesztétika és Marcello meglátásai alapján Ranieri de’ Calzabigi (1714–1795) és Christoph Willibald Gluck (1714–1787) munkásságában valósult meg.

## Zeneművei
Benedetto Marcello zeneműveiben számos szakrális mű mellett 380 világi kantáta és több hangszeres versenymű is szerepel. Színpadi művei közé tartozik az Arianna, amelyet valószínűleg Pietro Ottoboni bíboros velencei szalonjában mutattak be 1726–27 telén (a további előadások csak 1948-ban Bolognában és 2010 áprilisában a Salzburgi Állami Színházban következtek). A zsoltárparafrázisok hamarosan szükséges újranyomását később Giovanni Bononcini (1670–1747), Georg Philipp Telemann (1681–1767) és Johann Mattheson (1681–1764) lelkesen szorgalmazták.
Marcellót stílus tekintetében nehéz más zeneszerzők közé sorolni. Bár úgy tűnik, hogy hangszeres koncertjeiben Vivaldi stílusa hatott rá, a szakrális zenében meglehetősen sajátos, személyes stílusa volt.

### Énekes zene

#### Oratóriumok
- La Giuditta (Velence, 1709?)
- Joaz (Velence 1727?, Firenze, 1729)
- A halottak éve négy évszakának sírás-nevetése, a Mennybement Szűz Mária ünneplése és megkoronázása (Macerata, 1731)
- Dicsőítő vers-zene a Mennybement Mindenkor Szűz Mária halálára és megkoronázására (1733-as előadása bizonytalan).

#### Egyéb szakrális munkái

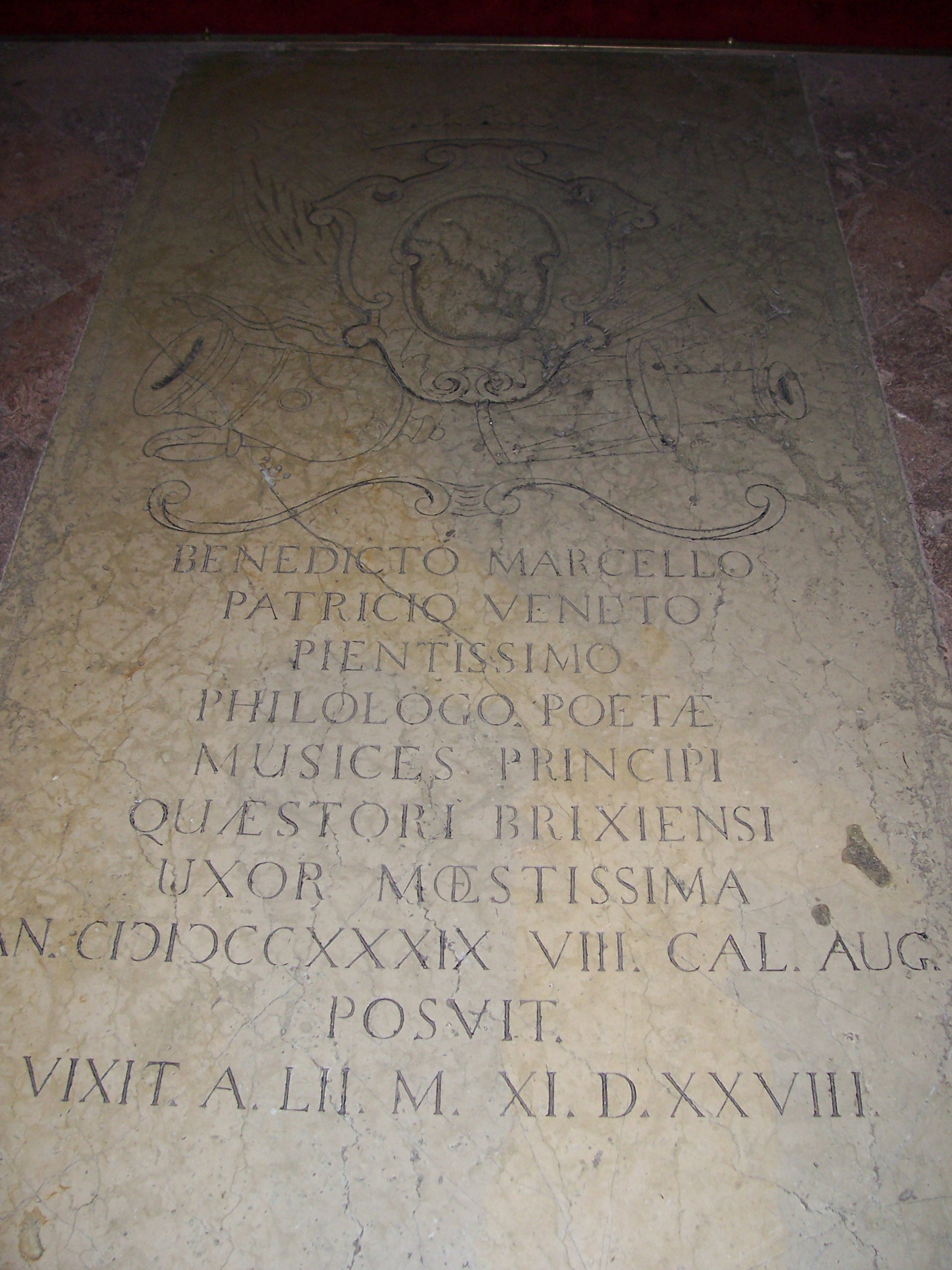
Benedetto Marcello sírtáblája a San Giuseppe-templomban, Brescia

- Estro poetico-armonico: parafrasi sopra li primi [e secondi] venticinque salmi (Forrás: G. A. Giustiniani), 8 kötet (Velence, 1724–26)
- 9 mise 3-8 szólamra, köztük a g-moll Requiem
- 30 egyéb szakrális mű: 4 antifóna, 3 graduále, 1 himnusz, 1 Jeremiás-siralom (elveszett), 1 nagyhétre való lecke (elveszett), 2 magnificat 3-4 szólamra, 5 Miserere, 8 motetta, 3 felajánlás, 2 vesperás zsoltár

#### Színpadi munkái
- La morte d'Adone (szerenád, premier: Velence, 1710 vagy 1729)
- La gara amorosa (szerenád, bemutató: Velence, 1710–12 k.)
- Psiché (zenés színmű, librettó: Vincenzo Cassani, premier: Velence, 1711/12?)
- Spago e Filetta (Intermezzó a Lucio Commodo tragédiájához, bemutató: Velence 1719?)
- Le nozze di Giove e Giunone (szerenád), 2 változat: Nasce per viver (Bécs, 1725 VI. Károly névnapjára), Questo é 'l giorno (rövidebb változat, premier: Bécs 1716?)
- Calisto in orsa (Pastorale, librettó: Carminati?, bemutató: 1725?)
- Arianna (zenés színmű, librettó: Cassani, premier: Velence 1727 k.)

#### Egyéb világi énekművek
- [12] Canzoni madrigalesche et [6] kamaraária 0 2–4 hangra, op. 4 (Bologna, 1717)
- 380 kantáta (szövegeit gyakran maga Marcello írta) 1 szólamra és basso continuóra, 22 vonósokkal (beleértve a Carissima figlia, Didone, Gran tiranno è l'amore, Percorelle che pascete, Senza gran pena darabokat)
- 81 kamaraduett 2 szólamra és basso continóra, 2 vonósokkal (beleértve a Timoteo, Clori és Daliso, Clori és Tirsi)
- 7 kamaratrió 3 szólamra és basso continuóra
- 5 madrigál 4-5 hangra

### Hangszeres zene

#### Koncertek és szimfóniák
- 12 Concerti a cinque op. 1 (Velence, 1708)
- 5 koncert hegedűre, vonósokra és basso continuora (D-dúr, D-dúr, D-dúr, Esz-dúr, F-dúr)
- F-dúr koncert két hegedűre, vonósokra és csembalóra (1716/17)
- D-dúr koncert fuvolára, vonósokra és csembalóra
- 7 szimfónia (D-dúr, F-dúr, G-dúr, G-dúr, A-dúr, A-dúr, B-dúr)

#### Szonáták
- 12 Szonáta fuvolára és basso continuóra „op. 2” (Velence 1712)
- 6 Szonáta csellóra és basso continuóra „op. 1“ (Amszterdam, 1732 k.)
- 6 Szonáta két csellóra vagy viola da gambára és basso continuóra „op. 2“ (Amszterdam, 1734 k.)
- g-moll szonáta hegedűre és basso continuóra
- B-dúr szonáta csellóra és basso continuóra
- 4 Szonáta für furulyára és basso continuóra (C-dúr, G-dúr, G-dúr, g-moll; bemutatása kétséges)

#### Csembalóművek
- 12 szonáta 3-as csembalóra? (Velence, 1712–17 k.)
- 35 szonáta és szonátatétel csembalóra
- 30 menüett; egy szvitben

## Írásai (válogatás)
- Fantasia ditirambiva eroicomica (vagy Volo Pindarico, 1708)
- Lettera famigliare d'un accademico filarmonico et arcade (1716)
- Sonetti: pianger cercai non già dal pianto onore (Velence, 1718)
- Il teatro alla moda (Velence, 1720)
- A. Dio: Sonetti … altre rime, d'argomento sacro e morale (Velence, 1731)
- Il divino Verbo fatto Uomo, o sia L'universale redenzione (legalább 21)

## Utóélete
A velencei Conservatorio 1876-ban alakult Liceo Musicale e Società Benedetto Marcello néven.

## Fordítás
- Ez a szócikk részben vagy egészben  a   Benedetto Marcello című német Wikipédia-szócikk ezen változatának fordításán alapul.  Az eredeti cikk szerkesztőit annak laptörténete sorolja fel. Ez a jelzés csupán a megfogalmazás eredetét és a szerzői jogokat jelzi, nem szolgál a cikkben szereplő információk forrásmegjelöléseként.